# Fédération internationale de chiropratique du sport
La Fédération internationale de chiropratique du sport (FICS), "Federazione internazionale chiropratica sportiva" in italiano, è una associazione internazionale, membro di SportAccord, che si propone di promuovere la pratica pseudoscientifica della chiropratica applicata allo sport.

## Missione
Fondata nel 1986, la federazione ha il compito di promuovere, a livello mondiale, l'utilizzo della chiropratica applicata allo sport. Inoltre si occupa di coordinare l'insegnamento post laurea della chiropratica sportiva e ha organizzato l'affiancamento di équipe di chiropratici allo staff medico dei Giochi olimpici, sin da Barcellona 1992 .